# Pierre Ebede
Pierre-Romain Ebede Owono de son vrai nom, est un footballeur international camerounais né le 9 février 1980 à Yaoundé.

## Biographie
En Grèce, il était reconnu pour ses excellents réflexes, ce qui a fait dire aux fans du Panathinaïkos qu'il était meilleur qu'Antonios Nikopolidis, le légendaire gardien de but grec vainqueur de l'Euro 2004 avec la Grèce. Il ne dispute néanmoins que 22 matchs avec ce club, l'entraîneur n'étant pas de l'avis des supporteurs.
Après s'être retrouvé sans club, il signe pour 1 an au FC Metz lors du mercato 2007. Il entre dans la lignée d'anciens Camerounais du FC Metz tels Rigobert Song et Jacques Songo'o. N'ayant jamais eu sa chance dans le club lorrain qui descend en Ligue 2, il signe pour 2 ans dans le club chypriote de l'AEL Limassol.
Lors de la saison 2013-2014, il remporte le championnat de Division d'Honneur et accède avec son club au CFA 2.  

## Clubs
- junior : Tonnerre Yaoundé ( Cameroun)
- Centre de Formation :  Espoirs de Yaoundé
- 1998-janvier 2002 : Apollon Kalamarias ( Grèce)
- janvier 2002-2004 : Chalkidona FC ( Grèce)
- 2004-2007 : Panathinaïkos ( Grèce)
- 2007-2008 : FC Metz ( France)
- 2008-2010 : AEL Limassol ( Chypre)
- 2010-2011 : SC Astra Ploiești ( Roumanie)
- 2012- : FCSR Haguenau ( France)

## En sélection
Sélectionné chez les Lions Indomptables en août 2005 pour les qualifications pour la Coupe du monde 2006. Il compte actuellement 1 sélection.